# روبرتو كارلوس ليفا
روبرتو كارلوس ليفا (بالإسبانية: Roberto Carlos Leyva)‏ مواليد 27 أكتوبر 1979 في ولاية سونورا، المكسيك، هو ملاكم محترف مكسيكي يصنف ضمن فئة وزن الذبابة. حقق بطولة الاتحاد الدولي للملاكمة وبطولة منظمة الملاكمة العالمية.

## إحصائيات
خاض خلال مسيرته 43 نزالا، فاز في 27 وتعادل في 1 وخسر في 15. فاز بالضربة القاضية في 21 نزالا.

## روابط خارجية
- روبرتو كارلوس ليفا على موقع بوكس ريك (الإنجليزية) (registration required)